# Tati (entreprise)
Pour les articles homonymes, voir Tati.
Tati était une enseigne française de vente de textile et de bazar bon marché. Ses magasins, devenus célèbres pour leurs prix modiques, étaient présents en France, ainsi qu'en Espagne, en Pologne, en Tunisie, en Algérie, au Maroc et aux Émirats arabes unis.
Installée après la Seconde Guerre mondiale, l'enseigne a un historique fait de succès commerciaux, mais également de querelles et drames familiaux ainsi que de repreneurs en échec. Sur fond de marché textile concurrentiel, l'enseigne n'a pas su se renouveler et réagir. Tati connaît donc un déclin année après année et son dernier magasin, à Barbès, ferme définitivement ses portes en septembre 2021.

## Historique de la société

### Période Ouaki

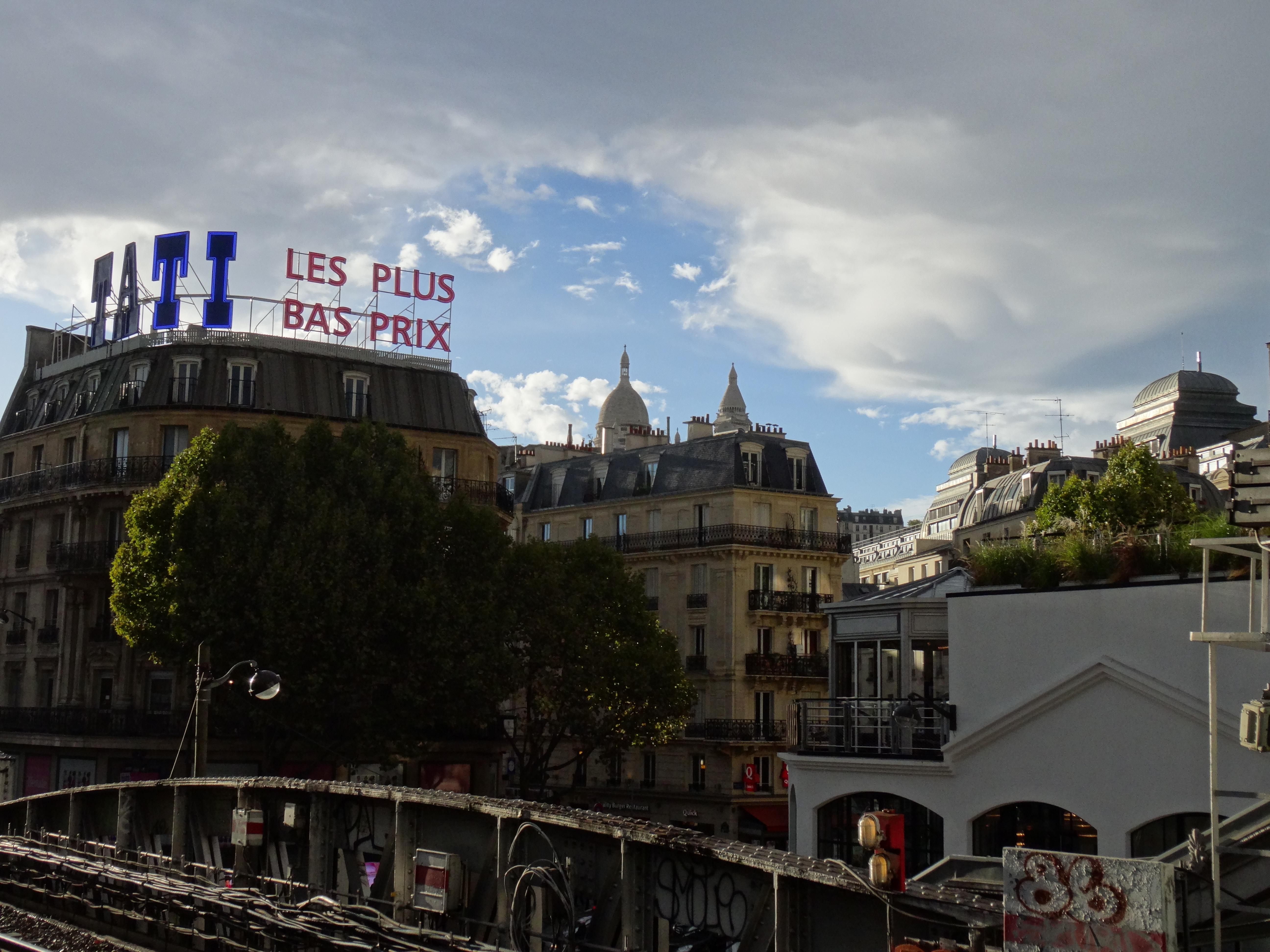
Vue de l’enseigne lumineuse du magasin Tati historique, boulevard Barbès à Paris, prise depuis la station de métro Barbès-Rochechouart.

L'enseigne « Tati » est créée en 1948 par Jules Ouaki, sellier juif sépharade du quartier de La Goulette à Tunis en Tunisie, qui s'établit en France après la Seconde Guerre mondiale, au cours de laquelle il fut résistant. Pionnier sur le marché des articles à bas prix textile et bazar, il crée le premier magasin discount en libre-service « Textile Diffusion » de 50 m2 dans le quartier Barbès à Paris, au no 22 boulevard de Rochechouart,. Il déménage ensuite au no 4 boulevard Barbès, à l'emplacement de la brasserie Dupont-Barbès.
Jules Ouaki choisit ensuite pour nom de son enseigne « Tati », anagramme de Tita, surnom de sa mère Esther, la marque Tita étant déjà déposée,. 
Immédiatement, la présentation originale de la marchandise (vente en vrac dans des « bacs à fouille ») et l'association d'un logo avec un motif de type vichy et le nom de la marque en gros, plus le slogan percutant « Tati, les plus bas prix »,, permettent un développement rapide. Le concept marque une « révolution » dans le marché textile d'après guerre, où les habitudes voulaient une boutique fermée avec obligation de sonner pour entrer. L'entreprise démocratise les articles textiles et de maison, estampillés « mode parisienne », avec des prix modiques rédigés sur de grosses étiquettes en épais chiffres bleus sur fond rose, choses novatrices pour l'époque. Tati propose ainsi plusieurs gammes de vêtements (homme, femme et enfant), de linge de maison, de chaussures par des achats de gros pour avoir de meilleurs prix, ou bien, surtout, en s'approvisionnant avec des déstockages qu'il paye comptant. Les vendeuses, en chaussons et blouse rose, sont choyées.
Jusqu'en 1978, la marque dispose d'un unique magasin, boulevard de Rochechouart, qui s'agrandit sur les rues avoisinantes pour atteindre 2 800 m2 par le rachat des commerces adjacents.
À partir de cette date, l'entreprise se développe et s'implante dans d'autres quartiers parisiens rue de Rennes, aux abords de la place de la République (magasins fermés depuis) puis dans d'autres villes en France à Nancy, Lille, Rouen, puis Marseille et Lyon, touchant ainsi une clientèle plus aisée. 
Jules Ouaki meurt à 67 ans, le 25 avril 1983, des suites d'un cancer sans avoir préparé sa succession. Sa veuve, Éléonore, reste alors seule aux commandes. Les héritiers de Jules Ouaki, cinq frères, se disputant le contrôle de l’enseigne, essaient de gérer collégialement, mais en un statu quo, héritage du père, qui n'est plus adapté à l'époque. Finalement, la famille se déchire durant plusieurs années. Après la mort dans un accident du fils aîné de Jules Ouaki, Gregory, qui avait repris l'affaire de son père, l'entreprise tangue. Le 17 septembre 1986, l’attentat de la rue de Rennes à Paris devant un magasin Tati (7 morts et 55 blessés) fait craindre un temps des représailles par un groupe terroriste pro-iranien et causera du tort à l'enseigne, les clients désertant les boutiques par peur des attentats.
En 1991, la veuve de Jules Ouaki demande à son fils cadet, Fabien Ouaki, entré dans l’entreprise au service des achats, de prendre la succession de l'enseigne. Fabien Ouaki rachète les parts familiales de l'entreprise et prend le contrôle de la marque. Tati se développe alors un peu plus, ouvrant sept autres enseignes spécialisées : « Tati Or », « Tati Mariage », « Tati Vacances », « Tati Optic », « Tati Phone » ou « Tati Bonbons », ainsi qu'une petite collection éphémère — mais remarquée — créée par Azzedine Alaïa aux motifs pied-de-poule et avec Naomi Campbell pour le défilé de présentation : la « Collection Tati ». En 1993, l’enseigne lance sa ligne de prêt-à-porter « La rue est à nous » pour passer « du cheap au chic » ; celle-ci est abandonnée deux ans plus tard du fait de son échec commercial en raison des prix pratiqués, trop élevés pour sa clientèle habituelle.
À partir de 1994, le groupe s'implante en Europe et à l'étranger : en Afrique du Sud en 1996 et aux États-Unis en 1998 où il ouvre un magasin de robes de mariées Tati Mariage (qui contribue alors pour 20 % au chiffre d'affaires de Tati) sur la prestigieuse Cinquième Avenue à New York en s'associant avec Ilyse Wilpon, la fille d'un magnat de l'immobilier (fermé un an plus tard après de lourdes pertes). Le groupe dirigé par Fabien Ouaki diversifie aussi ses activités en accordant des licences dans des domaines comme la bijouterie, la vente de bonbons, l'optique ou les voyages. Cette expansion vers de multiples univers n’aboutit à rien d'autre qu'à grossir les déficits ; les ventes chutent et le chiffre d'affaires chute inexorablement.
Des pertes d'exploitation sont générées depuis 1993, Tati étant alors distancé par de nouvelles enseignes comme Babou, H&M, et Zara. Le marché du textile est alors en récession et Tati, avec ses tout petits prix, est l'une des premières enseignes touchées. Ces multiples événements conjoncturels défavorables (échecs des montées en gamme et de la diversification, errements marketing du patron de l'enseigne) conduisent la société à la cessation de paiement ; Fabien Ouaki, refusant un plan social, est alors obligé le 26 juillet 2004 de céder l’entreprise pour apurer la dette colossale (50 millions de dettes, la marque perdant quarante mille euros par jour),.

### Période Eram
L'enseigne est rachetée par Vetura (groupe Fabio Lucci), filiale à 50 % du groupe Éram, pour 10 millions d'euros payables comptant, auxquels s'ajoutent un maximum de 4,5 millions d'euros pour les stocks des magasins, dans le cadre d'un plan de cession afin de relancer son développement. Le nouveau nom de la société est Tati Développement. Tati compte alors ouvrir plus d'une quinzaine de magasins en France. Des projets sont également prévus dans les pays du Maghreb et en Europe de l'Est, notamment en Roumanie. En 2007, Tati est repris à 100 % par le groupe Éram, qui abandonne les secteurs de diversification incohérents, le déstockage de produits peu intéressants et reprend la main sur la création, le prêt-à-porter étant désormais à 80 % imaginé par des designers maison. Mais sans réel projet ni ambition de la part du groupe, la marque continue à s'étioler année après année, devenant de plus en plus ringarde.
Alors que l'enseigne dispose de 80 points de vente à travers l'Hexagone, elle ouvre en mai 2010 son site web marchand qui propose alors plus de 7 000 références, 15 000 en 2011, dont 80 % à moins de 10 euros.
À partir de 2013, l'entreprise a 129 points de vente en France et ouvre des magasins XXL toujours discount, les bacs à fouille disparaissent au profit d'une présentation en rayonnage et d'une gamme réduite de moitié. Sa montée en gamme vise à s'adresser non plus au 25 % de foyers gagnant moins de 20 000 euros par an, mais à 75 % des Françaises, même si le prix de vente moyen de l'enseigne reste de 5 euros. Tati regagne de nouveau un peu d'argent durant cette période. Mais les attentats de 2015, rendant l'économie morose vont encore précipiter la chute de l'enseigne. Dès l'année suivante, le groupe Eram jette l'éponge et en février 2017, il met en vente sa filiale déficitaire Agora, qui regroupe Tati, Giga Store, Degrif'Mania et Fabio Lucci. Le 28 avril 2017, la direction de l'entreprise annonce la cessation de paiement de Tati. Cette décision est la première étape vers un éventuel redressement judiciaire. Trois offres de reprise sont à l'étude par le tribunal de commerce du Bobigny, dont la proposition de Philippe Ginestet proposant des investissements de plusieurs dizaines de milliers d'euros.

### Période Gifi
Le 26 juin 2017, le tribunal de commerce de Bobigny désigne le groupe Gifi comme repreneur de l'enseigne. L'offre de Gifi permet de sauver 1 428 emplois sur les 1 700 menacés, en conservant 109 des 140 magasins durant au moins deux ans comme s'est engagé Philippe Ginestet. Malgré l'investissement de 150 millions d'euros, en juin 2018, le redressement s'avère « compliqué »,. En juillet, un magasin est brutalement fermé à Chambray-lès-Tours : rénovation des magasins, refonte des gammes de produits, couteuse campagne de publicité télévisée « Chez Tati, t'as tout », rien n'y fait.
Le 16 juillet 2019, le groupe Gifi annonce le passage d'ici 2020 des magasins Tati sous son enseigne, à l'exception de celui de Barbès, de 13 autres amenés à fermer et d'une trentaine cédés pour l'ouverture d'une nouvelle enseigne de déstockage ; 189 postes sont menacés,, soit près d'un quart de l'effectif total de l'entreprise (880 salariés). La transformation des lieux de vente de « Tati » à « Gifi » permet à ces derniers d'augmenter sensiblement leur chiffre d'affaires. Au second semestre 2020, le point de vente historique du Boulevard de Rochechouart reste donc le dernier magasin de l'enseigne, sur plus d'une centaine ; il est destiné à être conservé s'il reste rentable. 
À l'été 2019, les salariés contactent le gouvernement pour protester contre le PSE prévu par Tati,. Le gouvernement signifie aux délégués syndicaux que le plan social prévu par Tati sera surveillé de près afin qu'un maximum d'emplois puissent être conservés.
En juillet 2020, la direction annonce la fermeture de l'emblématique magasin situé boulevard Barbès à Paris, le dernier portant la marque Tati en France. Ses 34 employés sont licenciés. Le magasin ferme définitivement en septembre 2021 et l'immeuble qui l'abritait est destiné à être réaménagé pour accueillir des bureaux, des commerces et des logements.
Quatre autres magasins situés en province sont fermés et un cinquième exploité à Agde (Hérault) est cédé.

## Identité visuelle (logo)
Le logo historique comprend un motif vichy à carreaux rose et blanc. L'historique vichy rose de Tati disparait en février 2013 au profit d’un nouveau logo couleur framboise.

Logo de Tati jusqu'en 2013
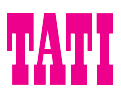
Logo de Tati à partir de février 2013.

## Caractéristiques

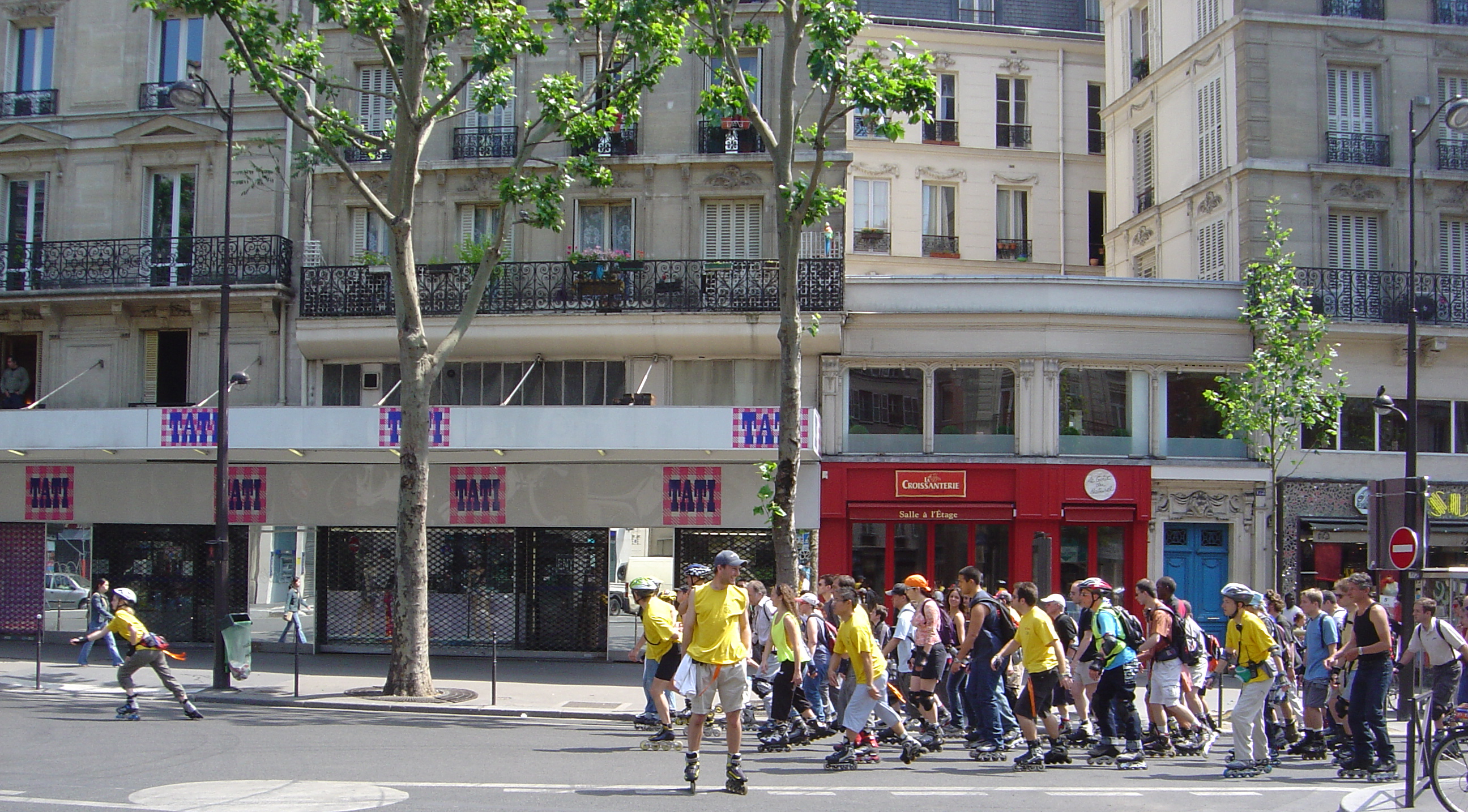
Façade d'un magasin Tati, rue du Temple à Paris.

La plupart des produits sont des importations en grande quantité d'Asie (Chine, Inde, Bangladesh, etc.) mais on trouve aussi des produits textiles du quartier du Sentier.

## Diversification

### Tati Mariage
Tati Mariage possédait environ quatre-vingts modèles de robes de mariés, et possède aussi une vaste gamme d’accessoires (invitations, dragées, menu…).

### Tati Vacances
La licence d'utilisation et d'exploitation exclusive de la marque Tati Vacances est donnée à l'origine à la société le Comptoir Bleu en 2000. Ce contrat est cédé à la société LCB5 en 2001. À partir de 2002, la licence d'exploitation de la marque Tati Vacances est détenue par le groupe Karavel-Promovacances.

### Tati Or
Il existait vingt-deux magasins Tati Or (bijouterie et joaillerie) en France.